# Reggenza di Toba
La reggenza di Toba Samosir (in lingua indonesiana: Kabupaten Toba Samosir) è una reggenza dell'Indonesia, situata nella provincia di Sumatra Settentrionale.